# Meadows (Australia)
Meadows – miasto w Australii, w stanie Australia Południowa.